# Veel liefs van Karen
Veel liefs van Karen is een hoorspel naar het boek With Love from Karen (1963) van Marie Killilea. De AVRO zond het uit op donderdag 1 juni 1967. De bewerking van het boek was van Rob Geraerds, die ook de regie voerde. Het hoorspel duurde 69 minuten.

## Rolbezetting
- Fé Sciarone (Marie Killilea)
- Paul van der Lek (Jimmy, haar man)
- Trudy Libosan & Corry van der Linden (Karen & Ria, haar dochters)
- Gerrie Mantel (Rory, haar zoon)
- Joke Hagelen (Gloria, haar pleegdochter)
- Wam Heskes (dr. Brinckers)
- Frans Somers (dr. John Gundy)
- Huib Rooymans (Pat O'Brien)
- Rien van Noppen (Dominick, muziekleraar)
- Dogi Rugani (moeder Mary Dolores)
- Peronne Hosang (Margaret Chern)
- Bert van der Linden (Vadim Chern)

## Inhoud
De Killileas consulteerden 23 medische topspecialisten en ziekenhuizen in de Verenigde Staten en Canada. Nadat ze er uiteindelijk achter kwam dat hun dochter Karen aan hersenverlamming leed, schreef Marie Killilea brieven naar honderden ouders van gehandicapte kinderen en werd een actieve lobbyiste voor de rechten van mensen met hersenverlamming. Marie Killilea moedigde Karen aan om honden te trainen voor shows en deed alzo pionierswerk voor gehandicapten.